# Pochazoides vicina
Pochazoides vicina är en insektsart som beskrevs av Victor Antoine Signoret 1860. Pochazoides vicina ingår i släktet Pochazoides och familjen Ricaniidae. Inga underarter finns listade i Catalogue of Life.